# Eusébio Tamagnini

Eusébio Tamagnini.

Eusébio Barbosa Tamagnini de Matos Encarnação (Tomar, Santa Maria dos Olivais, 8 de Julho de 1880 — Tomar, Santa Maria dos Olivais, 1 de Novembro de 1972), mais conhecido por Eusébio Tamagnini, foi um lente catedrático da Universidade de Coimbra, onde regeu a cadeira de antropologia e fez investigação na área da antropobiologia, na qual cultivou laivos de eugenismo. Foi também um político da extrema direita portuguesa, inicialmente ligado ao Integralismo Lusitano e ao nacional-sindicalismo. Aderiu ao ideário do Estado Novo e foi vice-reitor da Universidade de Coimbra e Ministro da Instrução Pública do governo de António de Oliveira Salazar (23 de Outubro de 1934 a 18 de Janeiro de 1936).

## Biografia
Nasceu em Tomar a 8 de Julho de 1880. Cursou Filosofia na Universidade de Coimbra onde obteve a licenciatura em 1903 e o doutoramento em 1904. Dedicou-se à docência universitária na Universidade de Coimbra, tendo a seu cargo a cadeira de Ciências Histórico-Naturais.
Do seu extenso currículo profissional que se encontra devidamente registado em Memoria Professorum Universitatis Conimbrigensis 1772-1937, assinala-se o seu mandato como vice-reitor da Universidade de Coimbra (1916-1918) e a direcção de vários museus, tendo recebido o título de Director honorário do Museu e Laboratório Antropológicos em 1950.
Eusébio Tamagnini está ligado ao ensino normal superior, desde as primeiras tentativas da sua criação, em 1911. Tendo feito parte das sucessivas comissões e corpos docentes que tentaram organizar o ensino normal superior, nomeadamente da comissão nomeada em 1916, para redigir o regulamento geral das escolas normais superiores. Eusébio Tamagnini teve uma acção relevante como professor metodólogo e como bibliotecário da escola de Coimbra entre 1915-1925.
Eusébio Tamagnini teve também uma significativa acção política, exercendo diversas funções nos organismos de coordenação e de apoio à decisão no sector educativo, nomeadamente no Conselho Superior de Instrução Pública e na Junta Nacional da Educação. No entanto, foi como Ministro da Instrução Pública, cargo que exerceu entre 23 de Outubro de 1934 e 18 de Janeiro de 1936, que adquiriu maior destaque. Foi o último ministro da "Instrução Pública", já que a sua saída do ministério correspondeu à criação do Ministério da Educação Nacional, marcando a ruptura institucional e a alteração conceptual que resultaram da consolidação do Estado Novo. A 16 de janeiro de 1936, foi agraciado com o grau de Grã-Cruz da Ordem Militar de Cristo.
Em tempos de grande agitação e de algum desnorte na política educativa, Eusébio Tamagnini pouco conseguiu fazer nos quinze meses em que esteve no ministério. E, o seu nome fica, sobretudo, ligado a uma série de medidas repressivas contra professores republicanos e democratas: é durante a vigência de Eusébio Tamagnini na pasta da instrução que o Conselho de Ministros assina um diploma legislativo, com data de 13 de Maio de 1935 destinado, a iniciar a depuração dos serviços públicos com carácter sistemático. Aplicado sem demora, logo caíram sob a alçada do Decreto trinta e três funcionários civis e militares, imediatamente afastados do serviço. Entre os civis então atingidos contaram-se alguns professores universitários do mais alto prestígio: Abel Salazar, Rodrigues Lapa, Sílvio Lima e Aurélio Quintanilha. Foi também neste período conturbado que foi lançada a desconfiança sobre os critérios de atribuição de bolsas de estudo e outros apoios que eram concedidos pela Junta de Educação Nacional, tendo sido suspensa essa atribuição por ordem deste ministro em Despacho de 15 de novembro de 1934, 
A sua intervenção pedagógica está ligada, em grande parte ao ensino normal superior. Vale a pena referenciar, quatro aspectos do seu ideário educativo e pedagógico. Em primeiro lugar, a defesa de uma formação científica, pedagógica e prática dos professores do ensino secundário no âmbito universitário. Eusébio Tamagnini recusa qualquer outra orientação, defendendo sempre a valorização dos programas de formação. Nos seus escritos e nas suas propostas, considera essencial o saber profissional dos professores, um saber que não se define apenas pela aquisição dos conhecimentos científicos na área da docência, mas, também pelo domínio de competências pedagógicas. 
Foi publicado, após a sua saída do Ministério, em 1936, um livro sobre alguns aspectos do problema escolar português. Trata-se de um testemunho e de uma memória, talvez a memória do que ficou por fazer na sua acção ministerial. É a última reflexão que se conhece sobre temáticas educativas do professor, do especialista e do político.
Faleceu em Tomar a 1 de Novembro de 1972.